# Haematopota kansuensis
Haematopota kansuensis är en tvåvingeart som först beskrevs av Krober 1933.  Haematopota kansuensis ingår i släktet Haematopota och familjen bromsar. Inga underarter finns listade i Catalogue of Life.